# 郭影秋
郭影秋（1909年—1985年10月29日），原名玉昆，又名萃章，江苏铜山人，中国近代教育家，曾任云南省省长。

## 生平
1909年9月，郭影秋出生在江苏省铜山县棠张乡马兰村一个贫苦农民家庭。1925年，郭影秋考入铜山师范学校，在校期间任学生会主席，因不屈服国民党籍的校长而自动退学。
1928年肄業於無錫國學專科學校，1932年畢業於江蘇教育學院（院系調整後改為江蘇師範學院、蘇州大學）。曾受業於唐文治、錢基博等學者。毕业后执教于江苏省沛县中学，后任教导主任。1935年投身革命，秋季加入中国共产党。1936年6月郭影秋被国民党逮捕入狱，在狱中坚韧不屈，同年9月，他被保释出狱。曾担任冀鲁豫军区政治部主任、中国人民解放军第二野战军第五兵团第十八军政治部主任等职。
1949年中华人民共和国成立后，出任云南省副省长、省长兼省委书记处书记。
1957年，辞官进入教育界，出任南京大学校长兼党委书记。因共产党刚发动了一场“反右”运动且郭由政府转到学校任职，使在校师生普遍心存疑虑。适逢南大中文系胡小石、陈中凡、汪辟疆三教授七十寿辰，他在自己家中设宴祝寿，令人刮目相看。那时政治运动风行，他设法稳定教学秩序，保证教学正常进行，提出“教学为主，科研突出”，受到拥戴。1963年由南京转到北京，担任中国人民大学党委书记兼副校长。1966年5月担任北京市委书记处的文教书记（分管文化、教育、体育、卫生），同时兼人大原有职务。文革初期，任北京市文化革命委员会主任、中央文化革命小组组员，后遭受迫害。1970年，中国人民大学被停办，他保护学者，阻止学校被零星分割，对保存人民大学起了关键作用。文革结束后，多次向中央争取复校，最终在1978年恢复人民大学。广受师生爱戴。1983年任中国人民大学名誉校长。
1985年10月29日在北京逝世。

## 自传
- 郭影秋. . 北京市: 中国人民大学出版社. 2009-09-01. ISBN 9787300111506.